# Els Obacs (Guàrdia de Noguera)
Els Obacs és una obaga del terme municipal de Castell de Mur, a l'antic terme de Guàrdia de Tremp, al Pallars Jussà. Es troba en territori de la vila de Guàrdia de Noguera.
Estan situats al vessant nord-oriental de la serra que allotja l'antiga església de Sant Feliu de Guàrdia i les restes del Castell de Guàrdia, al nord de l'extrem oriental de l'extens Obac del Castell. Hi discorre el Camí de l'Obac.